# Fußball-Weltmeisterschaft 1966/Qualifikation
Die Qualifikation zur Fußball-Weltmeisterschaft 1966 diente zur Ermittlung der Teilnehmer an der Endrunde in England.

## Übersicht

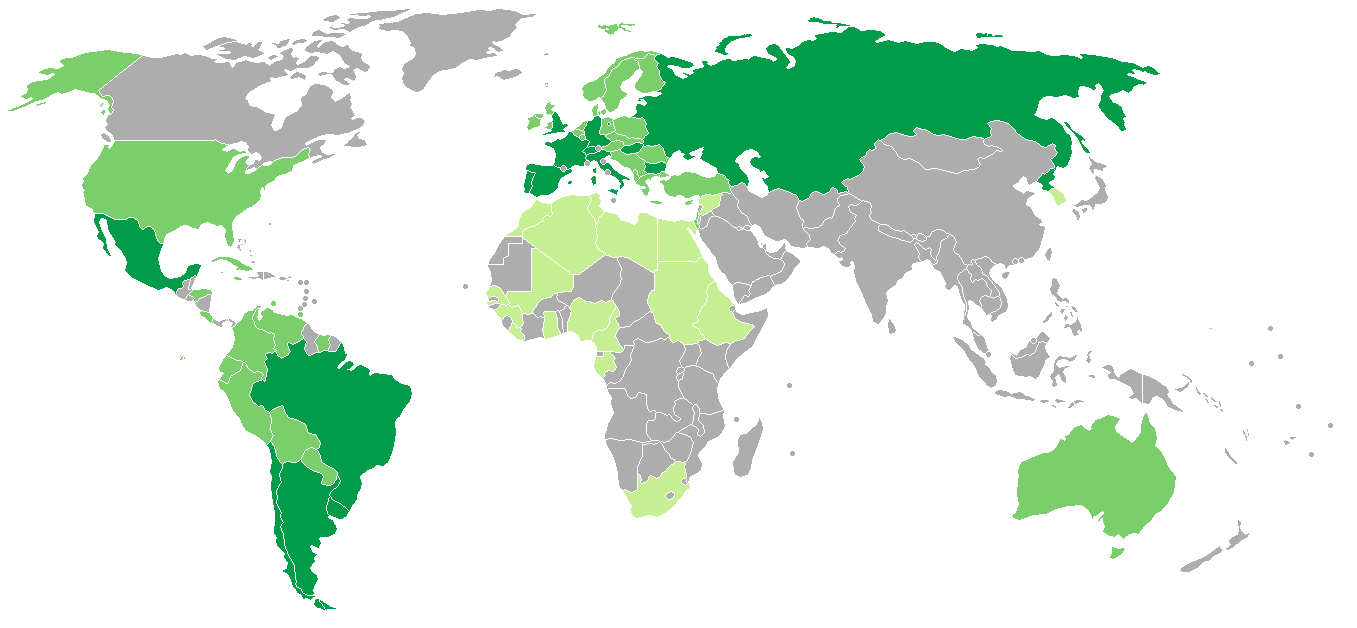
Teilnehmer der Qualifikation zur WM 1966

Für die Fußball-Weltmeisterschaft 1966 in England hatten insgesamt 71 Mannschaften gemeldet, darunter
- 31 Mannschaften aus Europa,
- 16 Mannschaften aus Afrika,
- 4 Mannschaften aus Asien (2 aus dem Nahen und 2 aus dem Fernen Osten),
- 1 Mannschaft aus Ozeanien,
- 10 Mannschaften aus Südamerika und
- 9 Mannschaften aus Nord- und Mittelamerika.

Neben den 71 gemeldeten Mannschaften hatten noch drei weitere Mannschaften Interesse bekundet. Doch die Philippinen durften nicht teilnehmen, da sie die Meldegebühr nicht bezahlt hatten, Guatemala überschritt die Meldefrist und die Demokratische Republik Kongo reichte ihre angekündigte schriftliche Meldung nicht ein. Die Meldezahl von 71 Mannschaften bedeutete erneut einen Teilnehmerrekord. Da Titelverteidiger Brasilien und Veranstalter England direkt qualifiziert waren und die WM-Endrunde mit 16 Mannschaften ausgetragen wurde, standen für die verbleibenden 69 Mannschaften 14 freie Endrundenplätze zur Verfügung.
Diese wurden wie folgt an die verschiedenen Kontinentalverbände verteilt:
| Titelverteidiger:            | Brasilien |                | Gastgeber:  | England  |         |
| 9 an Europa                  | Bulgarien | BR Deutschland | Frankreich  | Portugal | Schweiz |
|                              | Ungarn    | Sowjetunion    | Italien     | Spanien  |         |
| 3 an Südamerika              | Uruguay   | Chile          | Argentinien |          |         |
| 1 an Nord- und Mittelamerika | Mexiko    |                |             |          |         |
| 1 an Asien und Afrika        | Nordkorea |                |             |          |         |

Aufgrund der Tatsache, dass die FIFA für 19 afrikanische, asiatische und ozeanische Länder nur einen Endrundenplatz zuließ, zogen aus Protest bereits im Vorfeld der Qualifikationsspiele 15 afrikanische Mannschaften sowie eine aus Asien ihre Meldungen zurück. Hinzu kam noch eine weitere asiatische Mannschaft, die sich aus anderen Gründen zurückzog. Zudem wurde Südafrika wegen seiner Apartheidspolitik von der FIFA auf Druck der übrigen afrikanischen Nationen suspendiert. So nahmen am Ende insgesamt 53 Mannschaften an den Qualifikationsspielen teil. Konföderationsübergreifende Qualifikationsspiele, wie bei der letzten WM-Qualifikation gab es diesmal nicht. Allerdings wurden Syrien und Israel aus geographischen Gründen in die Europa-Qualifikation eingegliedert.

## Europa
Da England als Gastgeber schon qualifiziert war, blieben 30 europäische Nationalmannschaften übrig. Diese spielten gemeinsam mit zwei asiatischen Mannschaften, die der Europaqualifikation zugeordnet worden waren, um neun freie WM-Plätze. Die 32 Mannschaften wurden in neun Gruppen aufgeteilt. Fünf Gruppen spielten dabei mit vier und vier Gruppen mit jeweils drei Mannschaften. Die jeweiligen Gruppensieger waren direkt für die WM qualifiziert. Bei Punktgleichheit auf dem ersten Rang entschieden nicht die Tore, sondern es gab ein Entscheidungsspiel auf neutralem Boden.
Mit der Tschechoslowakei und Jugoslawien konnten sich erneut die beiden besten europäischen Mannschaften der letzten WM nicht für die Endrunde qualifizieren.

### Gruppe 1
In Europa-Gruppe 1 wurde der letzte der 16 Endrundenteilnehmer ermittelt. Erst am 29. Dezember 1965 stand mit Bulgarien der sechzehnte WM-Teilnehmer fest. Die Dramaturgie der Qualifikationsspiele in dieser Gruppe erinnerte stark an die der Europa-Gruppe 3 der Qualifikation 1962. Denn schon damals gab es ein Entscheidungsspiel mit bulgarischer Beteiligung, schon damals fand das Spiel in Italien statt, schon damals war Bulgarien der Außenseiter und schon damals stand Bulgarien am Ende als der lachende Sieger da. Vor dem Spiel hatten die meisten Experten auf Belgien getippt. Zwar hatten die Belgier ihre erste Begegnung gegen die Bulgaren in Sofia deutlich mit 0:3 verloren, doch gab es einen Monat später mit einem überaus beeindruckenden 5:0 der Belgier die große Revanche. Es war der große, damals 23-jährige Stürmerstar der Bulgaren, Georgi Asparuchow, der mit zwei Toren innerhalb von nur 53 Sekunden in der 19. und 20. Spielminute die Träume der Belgier beendete. Am Ende hieß es 2:1 für Bulgarien, das damit zum zweiten Mal an einer WM-Endrunde teilnahm.
Tabelle
| Pl. | Land      | Sp. | S | U | N | Tore    | Diff. | Punkte |
| --- | --------- | --- | - | - | - | ------- | ----- | ------ |
| 1.  | Bulgarien | 4   | 3 | 0 | 1 | 009:600 | +3    | 06:20  |
| 1.  | Belgien   | 4   | 3 | 0 | 1 | 011:300 | +8    | 06:20  |
| 3.  | Israel    | 4   | 0 | 0 | 4 | 001:120 | −11   | 0:80   |

Spielergebnisse
| 09.05.1965 | Brüssel | Belgien   | – | Israel  | 1:0 (1:0) |
| 13.06.1965 | Sofia   | Bulgarien | – | Israel  | 4:0 (2:0) |
| 26.09.1965 | Sofia   | Bulgarien | – | Belgien | 3:0 (2:0) |

#### Entscheidungsspiel
| Datum      |           | Ergebnis  |         | Ort     |
| ---------- | --------- | --------- | ------- | ------- |
| 29.12.1965 | Bulgarien | 2:1 (2:0) | Belgien | Florenz |

### Gruppe 2
Die Bundesrepublik Deutschland hatte in der Qualifikation gegen Schweden und Zypern einige Mühe. Nachdem die deutsche Mannschaft in ihrem ersten Spiel zu Hause gegen Schweden nur 1:1 gespielt hatte, schien die Qualifikation durchaus in Gefahr. Rudolf Brunnenmeier von TSV 1860 München hatte die deutsche Mannschaft zwar in Führung gebracht, doch konnte der Italien-Profi Kurt Hamrin (noch bekannt von der WM 1958 in Schweden) kurz vor Schluss den Ausgleich für Schweden besorgen. Damit musste die Entscheidung im Rückspiel am 26. September 1965 in Stockholm fallen. Bei diesem Spiel machte Franz Beckenbauer vom Bundesliga-Aufsteiger FC Bayern München sein erstes Länderspiel. Die Schweden gingen durch Jonsson in der 44. Minute in Führung, doch Werner Krämer konnte im Gegenzug bereits ausgleichen. Uwe Seeler erzielte in der 54. Minute den 2:1-Siegtreffer für die deutsche Mannschaft und sorgte damit für die Vorentscheidung in der Qualifikation.
Tabelle
| Pl. | Land           | Sp. | S | U | N | Tore    | Diff. | Punkte |
| --- | -------------- | --- | - | - | - | ------- | ----- | ------ |
| 1.  | BR Deutschland | 4   | 3 | 1 | 0 | 014:200 | +12   | 07:10  |
| 2.  | Schweden       | 4   | 2 | 1 | 1 | 010:300 | +7    | 05:30  |
| 3.  | Zypern         | 4   | 0 | 0 | 4 | 000:190 | −19   | 0:80   |

Spielergebnisse
| 04.11.1964 | Berlin     | BR Deutschland | – | Schweden | 1:1 (1:0) |
| 24.04.1965 | Karlsruhe  | BR Deutschland | – | Zypern   | 5:0 (3:0) |
| 05.05.1965 | Norrköping | Schweden       | – | Zypern   | 3:0 (1:0) |

### Gruppe 3
Für Frankreich war die Auslosung der Qualifikationsgruppen ein Schock, denn Jugoslawien war der ausgewiesene Angstgegner der Franzosen. Vier Mal stand Frankreich bei Welt- und Europameisterschaften den Jugoslawen gegenüber und vier Mal war man am Ende der Verlierer. Und auch diesmal schien sich die Erfolglosigkeit der Franzosen zu wiederholen – verlor man doch das erste Duell gegen den „Angstgegner“ in Belgrad mit 0:1. Doch dann wendete sich das Blatt: Jugoslawien erlebte beim krassen Außenseiter Norwegen mit 0:3 ein regelrechtes Debakel, während Frankreich drei Monate später an gleicher Stelle mit 1:0 siegreich blieb. Und drei weitere Wochen später konnten die Franzosen im Heimspiel gegen Jugoslawien durch einen 1:0-Sieg den Bann endlich brechen. Für die zweiterfolgreichste europäische Mannschaft der vorherigen Weltmeisterschaft bedeutete dies den endgültigen K.O. Am Ende landete man sogar hinter den überraschend starken Norwegern nur auf Rang 3.
Tabelle
| Pl. | Land        | Sp. | S | U | N | Tore    | Diff. | Punkte |
| --- | ----------- | --- | - | - | - | ------- | ----- | ------ |
| 1.  | Frankreich  | 6   | 5 | 0 | 1 | 009:200 | +7    | 10:20  |
| 2.  | Norwegen    | 6   | 3 | 1 | 2 | 010:500 | +5    | 07:50  |
| 3.  | Jugoslawien | 6   | 3 | 1 | 2 | 010:800 | +2    | 07:50  |
| 4.  | Luxemburg   | 6   | 0 | 0 | 6 | 006:200 | −14   | 0:12   |

Spielergebnisse
| 20.09.1964 | Belgrad   | Jugoslawien | – | Luxemburg  | 3:1 (2:0) |
| 04.10.1964 | Luxemburg | Luxemburg   | – | Frankreich | 0:2 (0:1) |
| 08.11.1964 | Luxemburg | Luxemburg   | – | Norwegen   | 0:2 (0:1) |
| 11.11.1964 | Paris     | Frankreich  | – | Norwegen   | 1:0 (1:0) |
| 18.04.1965 | Belgrad   | Jugoslawien | – | Frankreich | 1:0 (0:0) |
| 27.05.1965 | Trondheim | Norwegen    | – | Luxemburg  | 4:2 (1:2) |

### Gruppe 4
Der amtierende Vizeweltmeister Tschechoslowakei war der erklärte Favorit dieser Qualifikationsgruppe. Portugal und Rumänien traute man nur eine Außenseiterrolle zu, obwohl Benfica Lissabon 1961 und 1962 den Europapokal der Landesmeister gewonnen und im Mai 1965 nochmals das Endspiel erreicht hatte. Doch genau einer dieser beiden Außenseiter, nämlich Portugal, das sich bis zu diesem Zeitpunkt noch nie für eine WM-Endrunde qualifizieren konnte und bis zum Beginn der Qualifikation nur ganze zwei Siege in WM-Qualifikationsspielen aufzuweisen hatte, sollte das Geschehen in dieser Gruppe bestimmen. Spätestens nach zwei Siegen gegen die Türkei und dem 1:0-Erfolg in Prag gegen die Tschechoslowakei musste man mit den Portugiesen rechnen, die sich schließlich mit einem 2:1-Heimsieg gegen Rumänien und einem 0:0 im Rückspiel gegen die Tschechoslowaken die Endrundenteilnahme sicherten. Die 0:2-Niederlage der Portugiesen im letzten Spiel gegen die Rumänen war bedeutungslos. Garant des portugiesischen Erfolges war der Stürmer Eusébio, der allein sechs der neun Qualifikationstore erzielte. Mit der Tschechoslowakei war nun auch die beste europäische Mannschaft bei der WM 1962 ausgeschieden.
Tabelle
| Pl. | Land             | Sp. | S | U | N | Tore    | Diff. | Punkte |
| --- | ---------------- | --- | - | - | - | ------- | ----- | ------ |
| 1.  | Portugal         | 6   | 4 | 1 | 1 | 009:400 | +5    | 09:30  |
| 2.  | Tschechoslowakei | 6   | 3 | 1 | 2 | 012:400 | +8    | 07:50  |
| 3.  | Rumänien         | 6   | 3 | 0 | 3 | 009:700 | +2    | 06:60  |
| 4.  | Türkei           | 6   | 1 | 0 | 5 | 004:190 | −15   | 02:10  |

Spielergebnisse
| 24.01.1965 | Lissabon   | Portugal         | – | Türkei           | 5:1 (2:1) |
| 19.04.1965 | Ankara     | Türkei           | – | Portugal         | 0:1 (0:0) |
| 25.04.1965 | Bratislava | Tschechoslowakei | – | Portugal         | 0:1 (0:1) |
| 02.05.1965 | Bukarest   | Rumänien         | – | Türkei           | 3:0 (1:0) |
| 30.05.1965 | Bukarest   | Rumänien         | – | Tschechoslowakei | 1:0 (1:0) |
| 13.06.1965 | Lissabon   | Portugal         | – | Rumänien         | 2:1 (2:0) |

### Gruppe 5
Die Europa-Gruppe 5 galt im Expertenkreis als die ausgeglichenste. Die Schweiz, Nordirland und die Niederlande wurden als annähernd gleich stark eingeschätzt, während man dem vierten Gruppenmitglied, Qualifikationsneuling Albanien, die Rolle des Punktelieferanten zuteilte. Tatsächlich reduzierte sich aber der erwartete Dreikampf zu einem Zweikampf zwischen der Schweiz und Nordirland, da die Niederländer mit Ausnahme des Spiels gegen Albanien ihre Heimspiele nicht gewinnen konnten und dies auch nicht durch Punktgewinne bei den Konkurrenten kompensieren konnten. Vor dem letzten Spiel dieser Qualifikationsgruppe sprach alles für ein Entscheidungsspiel zwischen den Eidgenossen und den Nordiren. Doch dann sorgte ausgerechnet der krasse Außenseiter Albanien für die Entscheidung. Das 1:1 der Nordiren in Tirana ließ die Schweiz nach England fahren. Das erste Spiel dieser Qualifikationsgruppe war gleichzeitig das Eröffnungsspiel der WM-Qualifikation.
Tabelle
| Pl. | Land        | Sp. | S | U | N | Tore    | Diff. | Punkte |
| --- | ----------- | --- | - | - | - | ------- | ----- | ------ |
| 1.  | Schweiz     | 6   | 4 | 1 | 1 | 007:300 | +4    | 09:30  |
| 2.  | Nordirland  | 6   | 3 | 2 | 1 | 009:500 | +4    | 08:40  |
| 3.  | Niederlande | 6   | 2 | 2 | 2 | 006:400 | +2    | 06:60  |
| 4.  | Albanien    | 6   | 0 | 1 | 5 | 002:120 | −10   | 01:11  |

Spielergebnisse
| 24.05.1964 | Rotterdam | Niederlande | – | Albanien    | 2:0 (0:0) |
| 14.10.1964 | Belfast   | Nordirland  | – | Schweiz     | 1:0 (0:0) |
| 25.10.1964 | Tirana    | Albanien    | – | Niederlande | 0:2 (0:1) |
| 14.11.1964 | Lausanne  | Schweiz     | – | Nordirland  | 2:1 (2:1) |
| 17.03.1965 | Belfast   | Nordirland  | – | Niederlande | 2:1 (1:1) |
| 07.04.1965 | Rotterdam | Niederlande | – | Nordirland  | 0:0       |

### Gruppe 6
In Gruppe 6 wurde Ungarn seiner Favoritenrolle voll gerecht. Die Mannschaft blieb in seinen vier Spielen ungeschlagen und durfte daher nach England fahren. Das entscheidende Spiel wurde von den Ungarn gegen die DDR dank fragwürdiger Schiedsrichterleistung mit 3:2 gewonnen. Das Spiel hatte für die DDR gut begonnen, denn die Deutschen waren durch Peter Ducke in der 31. Minute mit 1:0 in Führung gegangen. Doch in der 41. Spielminute konnten die Ungarn durch Gyula Rakosi den Ausgleich erzielen. Acht Minuten nach Beginn der zweiten Spielhälfte (53.) gingen dann die Gastgeber durch einen Foulelfmeter von Dezső Nowak mit 2:1 in Führung. Es war erneut Peter Ducke, der mit seinem zweiten Tor an diesem Tag den Ausgleich erzielte und die DDR wieder ins Spiel brachte. Doch neun Minuten vor dem Schlusspfiff (81.) erzielte Janos Farkas den Siegtreffer für die Ungarn. 
Tabelle
| Pl. | Land       | Sp. | S | U | N | Tore    | Diff. | Punkte |
| --- | ---------- | --- | - | - | - | ------- | ----- | ------ |
| 1.  | Ungarn     | 4   | 3 | 1 | 0 | 008:300 | +5    | 07:10  |
| 2.  | DDR        | 4   | 1 | 2 | 1 | 005:500 | ±0    | 04:40  |
| 3.  | Österreich | 4   | 0 | 1 | 3 | 001:600 | −5    | 01:70  |

Spielergebnisse
| 25.04.1965 | Wien    | Österreich | – | DDR    | 1:1 (0:0) |
| 23.05.1965 | Leipzig | DDR        | – | Ungarn | 1:1 (1:1) |
| 13.06.1965 | Wien    | Österreich | – | Ungarn | 0:1 (0:1) |

### Gruppe 7
Die Qualifikation für die WM-Endrunde fiel der UdSSR mit ihrem legendären Torhüteridol Lew Jaschin nicht schwer. Als erklärter Favorit griff der amtierende Vizeeuropameister erst sehr spät in das Qualifikationsgeschehen ein. Zu diesem Zeitpunkt hatte sich die Konkurrenz bereits gegenseitig die Punkte abgenommen. Es folgte eine Serie von fünf souveränen sowjetischen Siegen in Folge, die die Qualifikation sicherstellten. Die abschließende Niederlage in Wales konnte man bei der UdSSR-Auswahl leicht verschmerzen.
Tabelle
| Pl. | Land         | Sp. | S | U | N | Tore    | Diff. | Punkte |
| --- | ------------ | --- | - | - | - | ------- | ----- | ------ |
| 1.  | UdSSR        | 6   | 5 | 0 | 1 | 019:600 | +13   | 10:20  |
| 2.  | Wales        | 6   | 3 | 0 | 3 | 011:900 | +2    | 06:60  |
| 3.  | Griechenland | 6   | 2 | 1 | 3 | 010:140 | −4    | 05:70  |
| 4.  | Dänemark     | 6   | 1 | 1 | 4 | 007:180 | −11   | 03:90  |

Spielergebnisse
| 21.10.1964 | Kopenhagen | Dänemark     | – | Wales        | 1:0 (0:0) |
| 29.11.1964 | Athen      | Griechenland | – | Dänemark     | 4:2 (1:0) |
| 09.12.1964 | Athen      | Griechenland | – | Wales        | 2:0 (1:0) |
| 17.03.1965 | Cardiff    | Wales        | – | Griechenland | 4:1 (1:1) |
| 23.05.1965 | Moskau     | UdSSR        | – | Griechenland | 3:1 (1:0) |
| 30.05.1965 | Moskau     | UdSSR        | – | Wales        | 2:1 (1:0) |

### Gruppe 8
In der Qualifikationsgruppe 8 erwartete man einen Zweikampf zwischen Italien und Schottland. Die Italiener setzten dabei auf ihre Stars wie Giacinto Facchetti, Sandro Mazzola oder Gianni Rivera, während die Schotten vor allem auf ihren Stürmerstar Denis Law bauten. Der Mannschaft Polens traute man durchaus eine Außenseiterchance zu, während der finnischen Mannschaft eher die Rolle des Punktelieferanten zugedacht wurde. Die vor Beginn der Qualifikationsspiele gemachten Prognosen bewahrheiten sich. Tatsächlich fiel die Entscheidung über den endgültigen Gruppensieg erst im allerletzten Spiel. Schottland und Italien waren zu diesem Zeitpunkt punktgleich, wobei allerdings Italien aufgrund seines Heimvorteils die eindeutig besseren Karten besaß. Der Sieg fiel am Ende mit 3:0 für die Italiener sehr deutlich aus, wobei insgesamt die Heimstärke der Italiener in dieser Qualifikation beeindruckend war und letztlich den Ausschlag für den Gruppensieg gab.
Tabelle
| Pl. | Land       | Sp. | S | U | N | Tore    | Diff. | Punkte |
| --- | ---------- | --- | - | - | - | ------- | ----- | ------ |
| 1.  | Italien    | 6   | 4 | 1 | 1 | 017:300 | +14   | 09:30  |
| 2.  | Schottland | 6   | 3 | 1 | 2 | 008:800 | ±0    | 07:50  |
| 3.  | Polen      | 6   | 2 | 2 | 2 | 011:100 | +1    | 06:60  |
| 4.  | Finnland   | 6   | 1 | 0 | 5 | 005:200 | −15   | 02:10  |

Spielergebnisse
| 21.10.1964 | Glasgow  | Schottland | – | Finnland   | 3:1 (3:0) |
| 04.11.1964 | Genua    | Italien    | – | Finnland   | 6:1 (3:0) |
| 18.04.1965 | Warschau | Polen      | – | Italien    | 0:0       |
| 23.05.1965 | Chorzów  | Polen      | – | Schottland | 1:1 (0:0) |
| 27.05.1965 | Helsinki | Finnland   | – | Schottland | 1:2 (1:1) |
| 23.06.1965 | Helsinki | Finnland   | – | Italien    | 0:2 (0:1) |

### Gruppe 9
Der Verlauf der Qualifikationsgruppe 9 – die durch den Rückzug der Syrer nur aus zwei Mannschaften bestand – ließ aufseiten der Spanier Erinnerungen an die WM-Qualifikation 1954 hochkommen: auswärts eine 0:1-Niederlage, zu Hause ein 4:1-Sieg und anschließend ein Entscheidungsspiel. In diesem gab es damals ein 2:2 n. V.; der folgende Losentscheid fiel schließlich für den krassen Außenseiter Türkei aus. Nach einem 0:1 in Dublin und einem 4:1 in Sevilla musste auch 1965 wieder ein Entscheidungsspiel angesetzt werden, in dem José Ufarte erst in der 80. Minute das erlösende und entscheidende 1:0 für den amtierenden Europameister erzielte, dem damit ein Qualifikations-K.O. wie 1954 erspart blieb.
Tabelle
| Pl. | Land    | Sp.           | S             | U             | N             | Tore          | Diff.         | Punkte        |
| --- | ------- | ------------- | ------------- | ------------- | ------------- | ------------- | ------------- | ------------- |
| 1.  | Spanien | 2             | 1             | 0             | 1             | 004:200       | +2            | 02:20         |
| 1.  | Irland  | 2             | 1             | 0             | 1             | 002:400       | −2            | 02:20         |
|     | Syrien  | zurückgezogen | zurückgezogen | zurückgezogen | zurückgezogen | zurückgezogen | zurückgezogen | zurückgezogen |

Spielergebnisse
| 05.05.1965 | Dublin | Irland | – | Spanien | 1:0 (0:0) |

#### Entscheidungsspiel
| Datum      |         | Ergebnis  |        | Ort   |
| ---------- | ------- | --------- | ------ | ----- |
| 10.11.1965 | Spanien | 1:0 (0:0) | Irland | Paris |

## Südamerika
Da Brasilien als Titelverteidiger bereits qualifiziert war, kämpften die verbleibenden neun der zehn gemeldeten südamerikanischen Fußballnationen um drei für Südamerika vorgesehene Endrundenplätze. Die Mannschaften spielten dabei in drei Gruppen à drei Mannschaften, die Gruppensieger qualifizierten sich für das Endturnier. Gespielt wurde in Hin- und Rückspiel, bei Punktgleichheit entschied ein Entscheidungsspiel. Die südamerikanische Gruppeneinteilung hatte folgendes Aussehen:

### Gruppe 1
Die Südamerika-Qualifikationsgruppe 1 war ein kurzer Spaziergang für Uruguay. Mit vier Siegen in vier Spielen lösten die Südamerikaner ihr Endrunden-Ticket. Etwas Mühe hatte die Mannschaft nur beim Spiel in Peru, als man am Rande einer Niederlage stand und erst 12 Minuten vor dem Ende das entscheidende Tor erzielen konnte.
Tabelle
| Pl. | Land      | Sp. | S | U | N | Tore    | Diff. | Punkte |
| --- | --------- | --- | - | - | - | ------- | ----- | ------ |
| 1.  | Uruguay   | 4   | 4 | 0 | 0 | 011:200 | +9    | 08:0   |
| 2.  | Peru      | 4   | 2 | 0 | 2 | 008:600 | +2    | 04:40  |
| 3.  | Venezuela | 4   | 0 | 0 | 4 | 004:150 | −11   | 0:80   |

Spielergebnisse
| 16.05.1965 | Lima       | Peru      | – | Venezuela | 1:0 (0:0) |
| 23.05.1965 | Montevideo | Uruguay   | – | Venezuela | 5:0 (2:0) |
| 30.05.1965 | Caracas    | Venezuela | – | Uruguay   | 1:3 (1:1) |

### Gruppe 2
Die Endrundenqualifikation hatte sich der WM-Dritte von 1962, die Chilenische Fußballnationalmannschaft, einfacher vorgestellt. Insbesondere mit Kolumbien glaubte man leichtes Spiel zu haben. Zunächst bestätigte sich dies auch, wie der 7:2-Erfolg im ersten Duell zeigte. Doch dann gab es eine vollkommen unerwartete 0:2-Niederlage im Rückspiel, und auch in Ecuador erreichte man nur ein Unentschieden. So musste der Gruppenfavorit im letzten Spiel unbedingt gewinnen, um auf dem Umweg über ein Entscheidungsspiel doch noch die Qualifikation zu schaffen. Die erste Etappe gelang den Chilenen mit einem 3:1-Erfolg überzeugend und auch die zweite Etappe, das Entscheidungsspiel, konnte man schließlich mit 2:1 siegreich gestalten.
Tabelle
| Pl. | Land      | Sp. | S | U | N | Tore    | Diff. | Punkte |
| --- | --------- | --- | - | - | - | ------- | ----- | ------ |
| 1.  | Chile     | 4   | 2 | 1 | 1 | 012:700 | +5    | 05:30  |
| 1.  | Ecuador   | 4   | 2 | 1 | 1 | 006:500 | +1    | 05:30  |
| 3.  | Kolumbien | 4   | 1 | 0 | 3 | 004:100 | −6    | 02:60  |

Spielergebnisse
| 20.07.1965 | Barranquilla      | Kolumbien | – | Ecuador   | 0:1 (0:1) |
| 25.07.1965 | Guayaquil         | Ecuador   | – | Kolumbien | 2:0 (0:0) |
| 01.08.1965 | Santiago de Chile | Chile     | – | Kolumbien | 7:2 (4:0) |

#### Entscheidungsspiel
| Datum      |       | Ergebnis  |         | Ort  |
| ---------- | ----- | --------- | ------- | ---- |
| 12.10.1965 | Chile | 2:1 (2:0) | Ecuador | Lima |

### Gruppe 3
Argentinien wurde seiner Favoritenrolle voll gerecht und beendete seine vier Qualifikationsspiele ohne Niederlage. Einzig das 0:0 gegen Paraguay war ein kleiner Schönheitsfehler, den man jedoch in Argentinien nicht tragisch nahm.
Tabelle
| Pl. | Land        | Sp. | S | U | N | Tore    | Diff. | Punkte |
| --- | ----------- | --- | - | - | - | ------- | ----- | ------ |
| 1.  | Argentinien | 4   | 3 | 1 | 0 | 009:200 | +7    | 07:10  |
| 2.  | Paraguay    | 4   | 1 | 1 | 2 | 003:500 | −2    | 03:50  |
| 3.  | Bolivien    | 4   | 1 | 0 | 3 | 004:900 | −5    | 02:60  |

Spielergebnisse
| 25.07.1965 | Asunción     | Paraguay    | – | Bolivien    | 2:0 (1:0) |
| 01.08.1965 | Buenos Aires | Argentinien | – | Paraguay    | 3:0 (3:0) |
| 08.08.1965 | Asunción     | Paraguay    | – | Argentinien | 0:0       |

## Nord- und Mittelamerika
Neun nord- und mittelamerikanische Nationalmannschaften kämpften um einen freien Endrundenplatz. Die Mannschaften spielten zunächst in drei Vorrunden-Gruppen mit je drei Teilnehmern. Die drei Gruppensieger ermittelten anschließend in einer Finalrunde den WM-Endrundenteilnehmer. Gespielt wurde in Vor- und Finalrunde jeweils in Hin- und Rückspiel, bei Punktgleichheit entschied ein Entscheidungsspiel. Allerdings einigten sich die drei Mannschaften der Gruppe 1 darauf, die Gruppenspiele in zwei Turnieren auszutragen. Zunächst trafen alle drei Mannschaften in Kingston (Jamaika) aufeinander; eine Woche später fand die „Rückrunde“ in Kubas Hauptstadt Havanna statt.

### Vorrunde

#### Gruppe 1
Tabelle
| Pl. | Land                     | Sp. | S | U | N | Tore    | Diff. | Punkte |
| --- | ------------------------ | --- | - | - | - | ------- | ----- | ------ |
| 1.  | Jamaika                  | 4   | 2 | 1 | 1 | 005:200 | +3    | 05:30  |
| 2.  | Niederländische Antillen | 4   | 1 | 2 | 1 | 002:300 | −1    | 04:40  |
| 3.  | Kuba                     | 4   | 1 | 1 | 2 | 003:500 | −2    | 03:50  |

Spielergebnisse:
| 16.01.1965 | Kingston | Jamaika           | – | Kuba              | 2:0 (1:0) |
| 20.01.1965 | Kingston | Niederl. Antillen | – | Kuba              | 1:1 (0:0) |
| 23.01.1965 | Kingston | Jamaika           | – | Niederl. Antillen | 2:0 (1:0) |

#### Gruppe 2
Tabelle
| Pl. | Land                | Sp. | S | U | N | Tore    | Diff. | Punkte |
| --- | ------------------- | --- | - | - | - | ------- | ----- | ------ |
| 1.  | Costa Rica          | 4   | 4 | 0 | 0 | 009:100 | +8    | 08:0   |
| 2.  | Suriname            | 4   | 1 | 0 | 3 | 008:900 | −1    | 02:60  |
| 3.  | Trinidad und Tobago | 4   | 1 | 0 | 3 | 005:120 | −7    | 02:60  |

Spielergebnisse:
| 07.02.1965 | Port of Spain | Trinidad & Tobago | – | Suriname          | 4:1 (3:1) |
| 12.02.1965 | San José      | Costa Rica        | – | Suriname          | 1:0 (0:0) |
| 21.02.1965 | San José      | Costa Rica        | – | Trinidad & Tobago | 4:0 (1:0) |

#### Gruppe 3
Tabelle
| Pl. | Land     | Sp. | S | U | N | Tore    | Diff. | Punkte |
| --- | -------- | --- | - | - | - | ------- | ----- | ------ |
| 1.  | Mexiko   | 4   | 3 | 1 | 0 | 008:200 | +6    | 07:10  |
| 2.  | USA      | 4   | 1 | 2 | 1 | 004:500 | −1    | 04:40  |
| 3.  | Honduras | 4   | 0 | 1 | 3 | 001:600 | −5    | 01:70  |

Spielergebnisse:
| 28.02.1965 | San Pedro Sula | Honduras | – | Mexiko   | 0:1 (0:1) |
| 04.03.1965 | Mexiko-Stadt   | Mexiko   | – | Honduras | 3:0 (2:0) |
| 07.03.1965 | Los Angeles    | USA      | – | Mexiko   | 2:2 (1:1) |

### Finalrunde
Von allen Nationen, die an der WM-Qualifikation teilnahmen, hatte Mexiko den längsten Weg nach England zurückzulegen. Acht Spiele wurden absolviert, die Bilanz jedoch imponierend: sechs Siege, zwei Unentschieden und 20:4 Tore. Auch wenn die hochkarätigen Gegner in der Qualifikation fehlten – einzig in der Finalrunde Costa Rica konnte als Herausforderung gelten – erreichte Mexiko damit bereits zum sechsten Mal die WM-Endrunde.
Tabelle
| Pl. | Land       | Sp. | S | U | N | Tore    | Diff. | Punkte |
| --- | ---------- | --- | - | - | - | ------- | ----- | ------ |
| 1.  | Mexiko     | 4   | 3 | 1 | 0 | 012:200 | +10   | 07:10  |
| 2.  | Costa Rica | 4   | 1 | 2 | 1 | 008:200 | +6    | 04:40  |
| 3.  | Jamaika    | 4   | 0 | 1 | 3 | 003:190 | −16   | 01:70  |

Spielergebnisse:
| 25.04.1965 | San José     | Costa Rica | – | Mexiko  | 0:0       |
| 03.05.1965 | Kingston     | Jamaika    | – | Mexiko  | 2:3 (2:1) |
| 07.05.1965 | Mexiko-Stadt | Mexiko     | – | Jamaika | 8:0 (2:0) |

## Afrika, Asien, Ozeanien
Insgesamt 21 Mannschaften aus den drei Kontinentalverbänden hatten für die WM-Qualifikation gemeldet, darunter 16 aus Afrika, vier aus Asien und eine aus Ozeanien. Davon wurden zwei asiatische Mannschaften (Israel und Syrien) aus regionalen Gründen der Europa-Qualifikation zugeordnet. Die verbliebenen 19 Mannschaften sollten nach den Vorstellungen der FIFA um einen freien Endrundenplatz spielen.
Der Qualifikationsmodus sollte ursprünglich aus je einer getrennten Vorrunde für die afrikanischen und die asiatischen/ozeanischen Mannschaften bestehen. Am Ende sollten die drei afrikanischen Gruppensieger der Vorrunde und der Sieger der asiatisch-ozeanischen Ausscheidungen im K.O.-System mit Hin- und Rückspiel den Endrundenteilnehmer ermitteln.
Doch es gab von vornherein Schwierigkeiten. Da war zunächst das Problem, dass Südafrika aufgrund seiner Apartheidspolitik insbesondere von den übrigen afrikanischen Staaten stark angefeindet wurde. Aus diesem Grund hatte man Südafrika der Asien-Gruppe zugeordnet, um Boykotte anderer afrikanischer Mannschaften zu verhindern. Doch am Ende war der internationale Druck so groß, dass die FIFA schließlich Südafrika suspendierte. Als weiteres großes Problem erwies sich die Tatsache, dass für die verbleibenden 18 Mannschaften nur ein Endrundenplatz vorgesehen war. Dies führte zu einem erbitterten Konflikt des afrikanischen Fußballverbandes CAF mit der FIFA, der schließlich dazu führte, dass sich alle 15 afrikanischen Mannschaften aus der Qualifikation zurückzogen. Aus der Asien/Ozeanien-Gruppe schloss sich Südkorea aus dem gleichen Grund dem Rückzug der afrikanischen Mannschaften an, so dass am Ende nur Australien und Nordkorea in der Qualifikation übrig blieben.

### Vorrunde Afrika
Die 15 afrikanischen Mannschaften sollten zunächst in der ersten Runde in sechs Gruppen (drei mit je zwei und drei mit je drei Mannschaften) antreten. Die sechs Gruppensieger sollten dann in einer zweiten Runde jene drei Mannschaften ermitteln, die im Halbfinale der Qualifikation auf den Sieger der Asiens/Ozeanien-Gruppe treffen sollten. Durch den Rückzug aller afrikanischen Mannschaften kam es jedoch nicht zur Austragung von Qualifikationsspielen. Die Gruppeneinteilung und der Turniermodus hatte folgendes Aussehen:
1. Runde
| Gruppe 1 | Gruppe 2 | Gruppe 3 | Gruppe 4 | Gruppe 5  | Gruppe 6 |
| -------- | -------- | -------- | -------- | --------- | -------- |
| Ghana    | Sudan    | Tunesien | Marokko  | Äthiopien | Ägypten  |
| Guinea   | Kamerun  | Algerien | Senegal  | Gabun     | Libyen   |
|          |          | Liberia  | Mali     |           | Nigeria  |

2. Runde
| Gruppe 1        | Gruppe 2        | Gruppe 3        |
| --------------- | --------------- | --------------- |
| Sieger Gruppe 1 | Sieger Gruppe 2 | Sieger Gruppe 3 |
| Sieger Gruppe 5 | Sieger Gruppe 4 | Sieger Gruppe 6 |

### Vorrunde Asien/Ozeanien
In dieser Qualifikation sollten die nach der Verlegung von Israel und Syrien zur Europa-Qualifikation verbliebenen asiatischen Mannschaften (Nordkorea, Südkorea) auf den Ozeanien-Vertreter Australien sowie auf Südafrika treffen, das aus politischen Gründen dieser Qualifikation zugeordnet wurde. Nachdem allerdings Südafrika von der FIFA suspendiert worden war und Südkorea sich von der Qualifikation zurückgezogen hatte, verblieben nur Australien und Nordkorea in dieser Qualifikationsrunde.
Auf Grund der gegebenen Situation fällte der Dringlichkeitsausschuss der FIFA unter Vorsitz von Präsident Stanley Rous in Frankfurt am Main den Beschluss, den 16. Teilnehmer in zwei Spielen zwischen Nordkorea und Australien zu ermitteln. Es hieß, dass beide Spiele im Laufe des Novembers auf neutralem Boden in Kambodscha ausgetragen werden sollten. In Schweden wurden mit dieser Resolution Hoffnungen zerstört, weil man sich dort – ähnlich dem „Präzedenzfall“ von 1958 (damals hatte Wales als Zweiter der UEFA-Gruppe 4 nachträglich noch eine Chance eingeräumt bekommen und sich letztlich in Hin- und Rückspiel gegen Israel qualifiziert) – als Gruppenzweiter hinter Deutschland Chancen ausgerechnet hatte.
So trafen diese beiden Mannschaften in zwei Spielen in der kambodschanischen Hauptstadt Phnom Penh aufeinander. Ursprünglich war vorgesehen gewesen, dass der Sieger der Asien/Ozeanien-Qualifikation in das Halbfinale der afrikanischen Vertreter einsteigen sollte. Durch deren Rückzug war Nordkorea als Sieger der Asien/Ozeanien-Gruppe direkt für die WM-Endrunde qualifiziert.
Tabelle
| Pl. | Land       | Sp.           | S             | U             | N             | Tore          | Diff.         | Punkte        |
| --- | ---------- | ------------- | ------------- | ------------- | ------------- | ------------- | ------------- | ------------- |
| 1.  | Nordkorea  | 2             | 2             | 0             | 0             | 009:200       | +7            | 04:0          |
| 2.  | Australien | 2             | 0             | 0             | 2             | 002:900       | −7            | 0:40          |
|     | Südkorea   | zurückgezogen | zurückgezogen | zurückgezogen | zurückgezogen | zurückgezogen | zurückgezogen | zurückgezogen |
|     | Südafrika  | suspendiert   | suspendiert   | suspendiert   | suspendiert   | suspendiert   | suspendiert   | suspendiert   |

Spielergebnisse
| 21.11.1965 | Phnom Penh | Nordkorea | – | Australien | 6:1 (1:0) |